# Peter Lesser
Peter Lesser (ur. 15 sierpnia 1941) – niemiecki skoczek narciarski, reprezentant Niemieckiej Republiki Demokratycznej, piąty zawodnik Mistrzostw Świata 1962, w latach 1965–1966 rekordzista świata w długości skoku narciarskiego.
W lutym 1962 uczestniczył w mistrzostwach świata w narciarstwie klasycznym. W konkursie skoków na skoczni K-90 zajął piąte miejsce. W kolejnych mistrzostwach zajął dziewiąte miejsce na skoczni normalnej i 23. na skoczni dużej.
W latach 1960–1968 startował w konkursach Turnieju Czterech Skoczni. Pięciokrotnie plasował się w pierwszej dziesiątce zawodów. Najwyższe miejsce zajął 30 grudnia 1966 w Oberstdorfie, gdzie był drugi. Było to jedyne miejsce na podium w karierze Lessera.
W 1965 poprawił ówczesny rekord świata w długości skoku narciarskiego. Na skoczni w Tauplitz skoczył 145 metrów, co było wynikiem o metr lepszym od dotychczasowego rekordu. Wynik Lessera był najlepszym na świecie do 1966, kiedy poprawił go Bjørn Wirkola.

## Osiągnięcia

### Mistrzostwa świata
| Mistrzostwa    | Data           | Skocznia | Konkurs | Skok 1    | Skok 1 | Skok 2    | Skok 2 | Skok 3    | Skok 3 | Nota łączna | Miejsce | Strata | Zwycięzca        | Źródło |
| Mistrzostwa    | Data           | Skocznia | Konkurs | Odległość | Nota   | Odległość | Nota   | Odległość | Nota   | Nota łączna | Miejsce | Strata | Zwycięzca        | Źródło |
| -------------- | -------------- | -------- | ------- | --------- | ------ | --------- | ------ | --------- | ------ | ----------- | ------- | ------ | ---------------- | ------ |
| 1962, Zakopane | 25 lutego 1962 | duża     | ind.    | 90,5      | 69,0   | 95,0      | 108,1  | 102,0     | 115,2  | 223,3       | 5.      | 18,1   | Helmut Recknagel | [ 2 ]  |
| 1966, Oslo     | 19 lutego 1966 | normalna | ind.    | 73,5      | 101,4  | 75,5      | 108,6  | -         | -      | 210,0       | 9.      | 24,6   | Bjørn Wirkola    | [ 3 ]  |
| 1966, Oslo     | 27 lutego 1966 | duża     | ind.    | 85,0      | 105,8  | 82,5      | 73,3   | -         | -      | 179,1       | 23.     | 36,2   | Bjørn Wirkola    | [ 4 ]  |